# Colleen Jones
Colleen Jones (ur. 16 grudnia 1959 w Halifaksie), kanadyjska curlerka i prezenterka telewizyjna. W latach 2001 i 2004 jako kapitan reprezentacji kraju sięgnęła po złote medale mistrzostw świata.
Colleen Jones wystąpiła aż w 21 mistrzostwach Kanady, sześciokrotnie zdobywała tytuł mistrzyni, co jest najlepszym wynikiem w historii.

## Kariera sportowa
Jones zaczęła grać w curling w wieku 16 lat, w miejscowym Mayflower Curling Club. Bardzo szybko osiągnęła wysoki poziom gry, już po trzech latach, w 1979 jako druga w zespole Penny LaRocque wystąpiła na mistrzostwach Kanady. W tym samym roku dotarła do finału Canada Games.
W następnym sezonie Jones stworzyła swoją własną drużynę, z którą wygrała mistrzostwa Nowej Szkocji. Na Canadian Ladies Curling Association Championship 1980 zajęła drugie miejsce. Dwa lata później z innymi zawodniczkami ponownie zagrała na mistrzostwach kraju. Turniej ten zakończył się sukcesem, Jones stała się najmłodszą kapitan w historii oraz uzyskała pierwszy tytuł mistrzowski dla Nowej Szkocji. Zespół wyjechał na MŚ 1982, gdzie po dwóch meczach barażowych zajął 5. miejsce. W 1984 przegrała finał rywalizacji krajowej na rzecz Connie Laliberte.
Dalsze występy Jones na Tournament of Hearts w latach 1986-1997, a było ich 8 kończyły się na miejscach od 5. do 9. Przełomowy okazał się rok 1999. Nowa Szkocja pod ponownym przywództwem Colleen Jones awansowała do finału, który wygrała pokonując 4:6 obrończynię tytułu (Cathy Borst). Podobnie jak na swoim pierwszym występie na arenie międzynarodowej, Jones zajęła 5. lokatę na MŚ 1999.
Jako Team Canada te same zawodniczki zawiodły na Scott Tournament of Hearts 2000 zajmując 7. miejsce. Po roku zespół wrócił do wysokiej dyspozycji, która utrzymywała się przez kolejne lata. Collen Jones w 2001 po raz trzeci uzyskała możliwość reprezentowania Kanady na MŚ. W rundzie grupowej zawodów w Lozannie Kanadyjki przegrały tylko jeden mecz – przeciwko USA i awansowały do fazy-play off. Po pokonaniu w półfinale Dunek, wynikiem 5:2 przeciwko Szwecji (Anette Norberg) zdobyły złote medale.
Zespół z Nowej Szkocji nie oddał tytułu mistrzyń Kanady przez kolejne trzy lata. W finałach Sherry Anderson, Cathy Cunningham i Marie-France Larouche nie udało się pokonać Jones. W tym okresie drużyna utrzymywała również wysokie rezultaty w rywalizacji międzynarodowej, w każdym z występów w latach 2002–2004 wychodziła z Round Robin. W 2002 Kanadyjki przegrały półfinał ze Szkocją (Jackie Lockhart) oraz mały finał z Norwegią (Dordi Nordby) i pozostały bez medalu. Jako gospodyni turnieju w 2003 Jones zrewanżowała się Nordby w półfinale. W ostatnim meczu Kanadyjki nie zdołały pokonać Amerykanek (Debbie McCormick) i wynikiem 3:5 zdobyły srebrne medale. Rok później Kanadyjki ponownie znalazły się w finale, jednak tym razem wysoko pokonały Norweżki (Nordby) i zespół Jones uzyskał swój drugi tytuł mistrzyń świata.
Na Scott Tournament of Hearts 2005 zespół spisywał się już gorzej, został ostatecznie wyeliminowany w tie-breaker przez Sandy Comeau z Nowego Brunszwiku. Drużyna zdołała po roku awansować jeszcze do półfinałów, gdzie przegrała 4:10 z Jennifer Jones (Team Canada). Po sezonie 2005/2006 doświadczona ekipa Colleen Jones rozpadła się. Sama Jones jako trzecia dołączyła do Kay Zinck, pozostałe zawodniczki utworzyły własną drużynę, której skipem była Mary-Anne Arsenault.
Colleen Jones występowała jako trzecia tylko przez rok. W następnym sezonie stworzyła nową drużynę i po zakończeniu rozgrywek w 2007 postanowiła zawiesić karierę. 24 marca 2010 na antenie CBC ogłosiła swój powrót do rywalizacji. Uczestniczyła w rywalizacji m.in. World Curling Tour, jednak 4 grudnia 2010 zdiagnozowano u niej zapalenie opon mózgowo-rdzeniowych i musiała zostać poddana hospitalizacji. Z powodu choroby nie uczestniczyła w mistrzostwach prowincji, rolę kapitana przejęła Heather Smith-Dacey, która zdobyła tytuł mistrzowski a na Tournament of Hearts brązowe medale. Jones po powrocie do zdrowia wygrała mistrzostwa Nowej Szkocji w kategorii powyżej 50 lat i po raz pierwszy wystąpiła na Canadian Seniors, gdzie zajęła 5. miejsce. Grała w Scotties Tournament of Hearts 2013, podczas tego występu uplasowała się na 8. pozycji.
Dwukrotnie uczestniczyła w Canadian Olympic Curling Trials, w 2001 zajęła 3. miejsce. Jones rywalizowała w kategorii mikstów, 8 razy wygrywała mistrzostwa Nowej Szkocji i dwukrotnie zdobyła tytuł mistrzowski w zawodach krajowych (1993 i 1999).

### Wielki Szlem
| Turniej                | 2006/2007 | 2007/2008 | 2010/2011 | 2012/2013 |
| ---------------------- | --------- | --------- | --------- | --------- |
| Autumn Gold            | A         | x         | A         | A         |
| Manitoba Lotteries     | A         | x         | x         | A         |
| Wayden Transportation  | A         | x         | —         | —         |
| Sobeys Slam            | F*        | x         | x         | —         |
| Colonial Square        | ?*        | ?*        | A*        | A         |
| Masters                | —         | ?*        | A*        | x         |
| Players’ Championships | SF        | A         | A         | A         |

| —  | = turniej nie odbył się                     |
| A  | = nie uczestniczyła                         |
| x  | = nie zakwalifikowała się do fazy finałowej |
| QF | = ćwierćfinał                               |
| SF | = półfinał                                  |
| F  | = finał                                     |
| W  | = zwycięstwo                                |

### Drużyna
|           | Czwarta             | Trzecia             | Druga               | Otwierająca         |
| --------- | ------------------- | ------------------- | ------------------- | ------------------- |
| 2014/2015 | Colleen Jones       | Kim Kelly           | Mary Sue Radford    | Nancy Delahunt      |
| 2012/2013 | Mary-Anne Arsenault | Colleen Jones       | Kim Kelly           | Jennifer Baxter     |
| 2010/2011 | Colleen Jones       | Heather Smith-Dacey | Blisse Comstock     | Teri Lake           |
| 2007/2008 | Colleen Jones       | Georgina Wheatcroft | Kate Hamer          | Darah Provencal     |
| 2006/2007 | Kay Zinck           | Colleen Jones       | Mary Mattatall      | Monica Moriarty1    |
| 1998/2006 | Colleen Jones       | Kim Kelly           | Mary Anne Arsenault | Nancy Delahunt      |
| 1996/1997 | Colleen Jones       | Helen Radford       | Kim Kelly           | Nancy Delahunt      |
| 1995/1996 | Colleen Jones       | Kay Zinck           | Kim Kelly           | Nancy Delahunt      |
| 1993/1994 | Colleen Jones       | Kay Zinck           | Angie Romkey        | Kim Kelly           |
| 1992/2993 | Colleen Jones       | Heather Rankin      | Kay Zinck           | Mary-Anne Arsenault |
| 1991/1992 | Colleen Jones       | Mary Mattatall      | Kim Kelly           | Sue Green           |
| 1990/1991 | Colleen Jones       | Mary Mattatall      | Kim Kelly           | Nancy Reid          |
| 1988/1989 | Colleen Jones       | Mary Mattatall      | Monica Moriarity    | Kelly Anderson      |
| 1985/1986 | Colleen Jones       | Penny LaRocque      | Cathy Caudle        | Sue Robinson        |
| 1983/1984 | Colleen Jones       | Wendy Currie        | Monica Jones1       | Barbie Jones Gordon |
| 1981/1982 | Colleen Jones       | Kay Smith           | Monica Jones1       | Barbie Jones Gordon |
| 1979/1980 | Colleen Jones       | Sally Saunders      | Margie Knickle      | Barbie Jones Gordon |
| MNS 1979  | Penny LaRocque      | Brenda Shutt        | Colleen Jones       | Charmaine Murray    |

1 – Monica jest siostrą Colleen, Moriarty to nazwisko po mężu

#### Drużyna mikstowa
|           | Czwarty/-a     | Trzeci/-a     | Drugi/-a      | Otwierający/-a   |
| --------- | -------------- | ------------- | ------------- | ---------------- |
| 1998/1999 | Paul Flemming  | Colleen Jones | Tom Fetterly  | Monica Moriarity |
| 1996/1997 | Scott Saunders | Colleen Jones | Tom Naugler   | Helen Radford    |
| 1995/1996 | Scott Saunders | Colleen Jones | Kent Saunders | Diana Johnson    |
| 1992/1994 | Scott Saunders | Colleen Jones | Tom Fetterly  | Helen Radford    |
| 1987/1988 | Scott Saunders | Colleen Jones | Kent Saunders | Barb Gordon      |
| 1982/1983 | Scott Saunders | Colleen Jones | Dave Delahunt | Monica Jones     |
| 1979/1980 | Scott Saunders | Colleen Jones | Paul Arbuckle | Margie Knickle   |

## CTRS
Pozycje drużyn Colleen Jones w rankingu CTRS:
- 2012/2013: 19.
- 2010/2011: 25.
- 2007/2008: 64.
- 2006/2007: 25.

## Kariera telewizyjna i życie osobiste
Colleen Jones jest prezenterką pogody i sportu w publicznej telewizji CBC, najczęściej występuje w dni powszednie w programie CBC News: Morning. Karierę rozpoczęła w 1982 w stacji radiowej CHUM, w 1984 zaczęła pracę w CTV Television Network. Do nadawcy publicznego trafiła po kolejnych dwóch latach. Dla CBC relacjonowała zmagania z pięciu igrzysk olimpijskich poczynając od 1988. W 2010 komentowała olimpijski turniej curlingu dla amerykańskiej stacji NBC.
Ukończyła studia na Uniwersytecie Dalhousie. Jest mężatką, ma dwójkę synów – Zacha i Luke’a.